# Hans-Jürgen Gerhardt
Hans-Jürgen Gerhardt   (Altenburg, 5 de setembre de 1954) és un pilot de bob alemany, ja retirat, que va competir sota bandera de la República Democràtica Alemanya durant les dècades de 1970 i 1980. Està casat amb la patinadora sobre gel Kerstin Stolfig.
El 1980 va prendre part en els Jocs Olímpics d'Hivern de Lake Placid, on va disputar les dues proves del programa de bob. Fent equip amb Meinhard Nehmer, Bogdan Musiol i Bernhard Germeshausen va guanyar la medalla d'or en la prova de bobs a quatre, mentre en la de bobs a dos, fent parella amb Bernhard Germeshausen, guanyà la medalla de plata.
En el seu palmarès també destaquen tres medalles d'or, una de plata i una de bronze al Campionat del món de bob.